# Chiang Rai (provincie)
Chiang Rai is een provincie (Thai: changwat) in het noorden van Thailand. In december 2014 had de provincie 1.207.699 inwoners, waarmee het de 15e provincie qua bevolking in Thailand is. Met een oppervlakte van 11.678 km² is het de 12e provincie qua omvang in Thailand. De bevolkingsdichtheid is 103/km² ofwel de 47e provincie. De provincie ligt op ongeveer 785 kilometer van Bangkok. Chiang Rai grenst aan Myanmar, Laos, Phayao, Lampang, Chiang Mai en ligt niet aan zee. Het Doi Tung-project vindt plaats in deze provincie.

## Provinciale symbolen
|  | Het provinciale zegel toont een witte olifant (een koninklijk symbool in Thailand). De provinciale vlag is verticaal verdeeld in blauw/paars/blauw (1:3:1) met een witte olifant in het midden. De provinciale boom is Radermachera ignea (Thai: ปีบทอง pip thong). De provinciale bloem is Pyrostegia venusta (Thai: พวงแสด phwong saed). |

## Klimaat
De gemiddelde jaartemperatuur is 25 graden. De temperatuur varieert van 8 graden tot 38 graden. Gemiddeld valt er 2287 mm regen per jaar.

## Politiek

### Bestuurlijke indeling
De provincie is onderverdeeld in 18 districten (Amphoe)
| Amphoe \| 1. Chiang Rai 2. Wiang Chai 3. Chiang Khong 4. Thoeng 5. Phan 6. Pa Daet 7. Mae Chan 8. Chiang Saen 9. Mae Sai 10. Mae Suai 11. Wiang Pa Pao \| 1. Phaya Meng Rai 2. Wiang Kaen 3. Khun Tan 4. Mae Fa Luang 5. Mae Lao 6. Wiang Chiang Rung 7. Doi Luang \| | |
| 1. Chiang Rai 2. Wiang Chai 3. Chiang Khong 4. Thoeng 5. Phan 6. Pa Daet 7. Mae Chan 8. Chiang Saen 9. Mae Sai 10. Mae Suai 11. Wiang Pa Pao | 1. Phaya Meng Rai 2. Wiang Kaen 3. Khun Tan 4. Mae Fa Luang 5. Mae Lao 6. Wiang Chiang Rung 7. Doi Luang |

Sinds de jaren 1990 bestaat er een gekozen lokaal bestuur. Voor de provincie bestaat dit uit:
- 1 Thesaban Nakhon (Grote stadsraad)
- 54 Thesaban Tambon (Gemeenteraden)
- 88 Ongkan Borihan suan Tambon (Subdistrict Administration Organisation – SAO).[5]

## Prestatie-index
United Nations Development Programme (UNDP) in Thailand heeft sinds 2003 voor subnationaal niveau een Index van de menselijke prestatie (Human Achievement Index – HAI) gepubliceerd op basis van acht belangrijke gebieden van de menselijke ontwikkeling. Provincie Chiang Rai neemt met een HAI-waarde van 0,613 de 53e plaats in op de ranglijst. Tussen de waarden 0,6206 en 0,607 is dit "wat laag".
| Hoofdgroep                    | Aantal graadmeters | Ranglijst |
| ----------------------------- | ------------------ | --------- |
| Volksgezondheid               | 7                  | 52e       |
| Onderwijs                     | 4                  | 36e       |
| Werkomstandigheden            | 4                  | 62e       |
| Huishoudelijk inkomen         | 4                  | 43e       |
| Huisvesting en leefomgeving   | 5                  | 36e       |
| Familie- en gemeenschapsleven | 6                  | 44e       |
| Transport en communicatie     | 6                  | 33e       |
| Deelname aan politiek, enz.   | 4                  | 40e       |

## Galerij

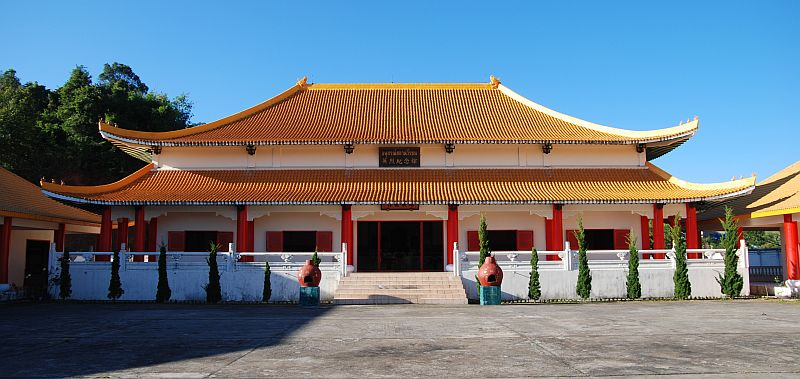
Herdenkingshal voor gevallen Kwomintang soldaten in Santhikiri, Amphoe Mae Fa Luang
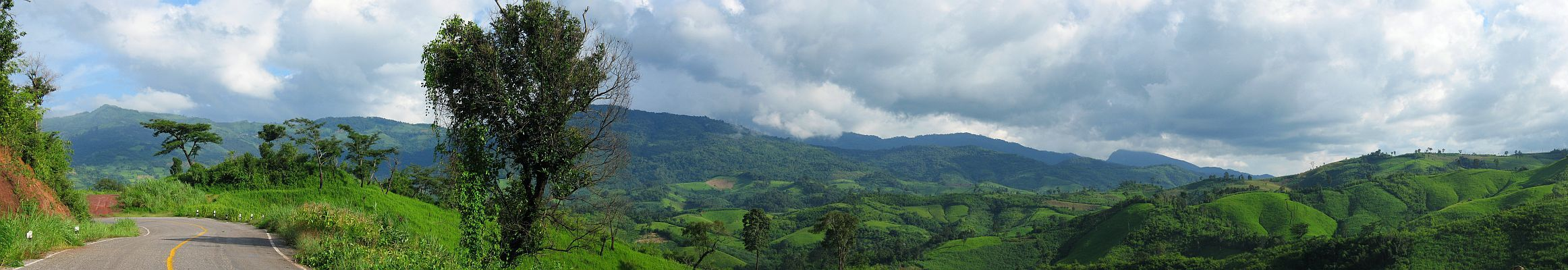
De Doi Pu Chee Fa grenskam tussen Thailand en Laos, Amphoe Wiang Kaen